# Fernando López Pardo
Fernando López Pardo (Melilla, 8 de agosto de 1955–Madrid, 22 de diciembre de 2010) fue un historiador y arqueólogo español, investigador de la protohistoria e historia antigua del norte de África y la península ibérica, especialista en la colonización fenicia de Occidente.

## Biografía
Vivió su infancia y adolescencia en Melilla, Plasencia y posteriormente en Madrid, donde se licenció en Geografía e Historia en 1978, en la Universidad Complutense de Madrid. En 1987, presentó su tesis doctoral con el título Mauritania Tingitana: de mercado colonial púnico a provincia periférica romana, dirigida por el Profesor José María Blázquez Martínez. 
Completó su formación con estancias en centros extranjeros de investigación como el Centre National de la Recherche Scientifique CNRS de la Universidad de Provence, el Deutsches Archäologisches Institut, DAI de Berlín o en el Departamento de Arqueología Barbárica de la Universidad de Varsovia.
Ejerció de profesor en la facultad de Geografía e Historia de la Universidad Complutense de Madrid desde el curso 1981/1982, donde obtuvo la plaza de profesor titular en 1992. En 2009, fue Acreditado para el cuerpo docente de Catedráticos de Universidad.
Fue miembro fundador y secretario del Centro de Estudios Fenicios y Púnicos (CEFYP), participando activamente en la organización de varios de sus coloquios. Asimismo, colaboró con otros historiadores y arqueólogos en diversos estudios como Luis Ruiz Cabrero, Mohamed Kbiri Alaoui, Carlos González Wagner, Alfredo Mederos Martín, José Suárez Padilla, Mariano Torres Ortiz, entre otros. Entendiendo la investigación como un trabajo en equipo y colaborativo.
Sus intereses como historiador se centraron en la investigación de la Historia Antigua del Norte de África y la península ibérica, especializándose en la colonización fenicia de Occidente, y otros temas relacionados. 

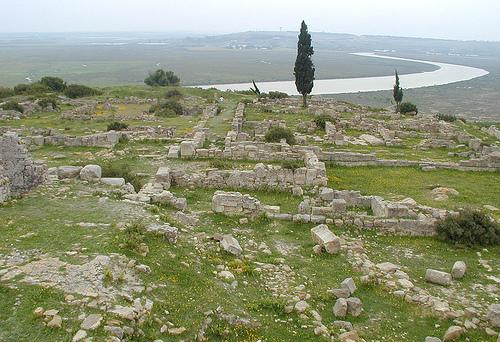
Ruinas de Lixus.

En su actividad como arqueólogo participó en las excavaciones y publicaciones sobre el yacimiento arqueológico Cástulo (Linares, Jaén), dirigidas por el Profesor José María Blázquez Martínez, en el estudio del Palacio de Cancho Roano (Zalamea de la Serena, Badajoz) y en diferentes campañas que codirigió junto a Dirce Marzoli, directora del Instituto Arqueológico Alemán de Madrid, y José Suárez Padilla en Los Castillejos de Alcorrín (Manilva, Málaga).
Su actividad como investigador de Historia Antigua se basaba en el estudio de fuentes documentales antiguas, en la crítica textual y la toponimia, y se alternaba con su labor como arqueólogo, destacando su dedicación al estudio de la cerámica de Barniz rojo en la fachada Atlántica del norte de África, donde realizó un proyecto de publicación y análisis de las cerámicas fenicias arcaicas de Mogador, que él identificaba con la isla Kerné de las fuentes de la Antigüedad clásica.
En los últimos años, según Mariano Torres Ortiz, se dedicó al estudio de la Escatología fenicia, a la que dedicó varios trabajos entre los que destaca el análisis detallado de la 
iconografía del monumento funerario de Pozo Moro (Chinchilla, Albacete), en su libro publicado en 2006 en un extra de la Revista Gerión, “La torre de las almas. Un recorrido por los mitos y Creencias del mundo fenicio y orientalizante a través del monumento de Pozo Moro” (que está ubicado actualmente en el Museo Arqueológico Nacional de Madrid). 
Donde analizó el monumento apoyándose en los mitos y creencias del mundo fenicio oriental, constituido por pequeñas ciudades estado separadas por espolones rocosos, donde el Cabotaje era mejor que las vías terrestres para el contacto entre las ciudades, que se escalonaban desde Acre y Tiro, por Sidón y Biblos, hasta Arados y Ugarit, conocidos gracias a los textos grabados en las tablillas conservadas del Tell de Ras Shamra, la antigua Ugarit, al norte de Siria, en las orillas del Mediterráneo. Identificando escenas de mitos como el transporte de El Árbol de la Vida o el banquete en los infiernos, pasajes de la religiosidad semita, originarios de la antigua Fenicia, donde se infiere que o los íberos conocían y se identificaban con la religiosidad fenicia o el monumento fue hecho antes y reutilizado en época íbera (500 a. C.).
Asimismo, López Pardo identificó la construcción con un almario, un monumento de tipo vertical dedicado al culto colectivo a las almas de los difuntos, al igual que los nefesh, habituales en los contextos culturales Fenicios y Púnicos.

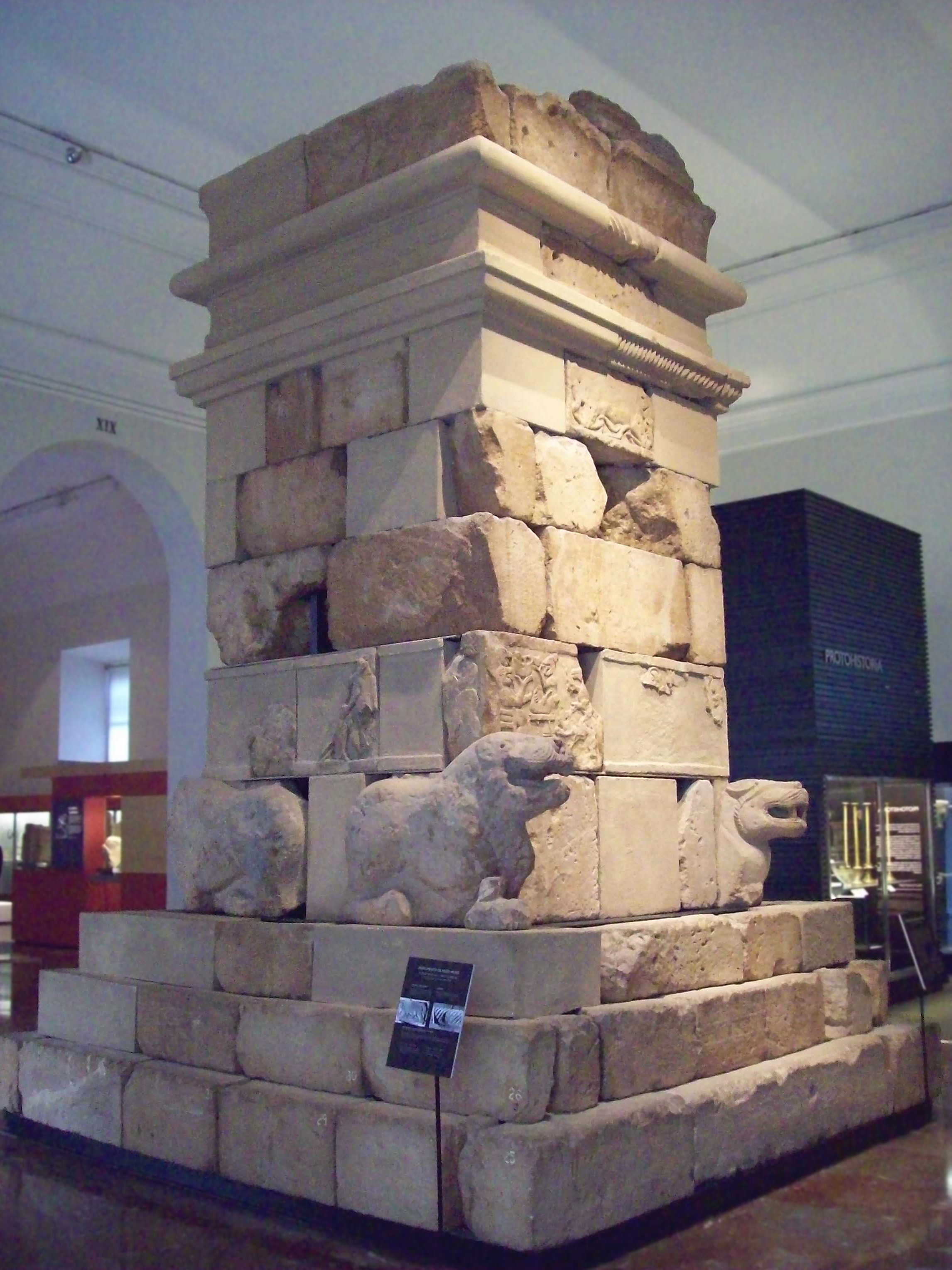
Monumento de Pozo Moro en el Museo Arqueológico Nacional de Madrid.

## Publicaciones: artículos, colaboraciones y libros

Mapa de las principales rutas comerciales usadas por los fenicios.

-López Pardo, Fernando (1987). Tesis. Mauritania Tingitana: de mercado colonial púnico a provincia periférica romana, dirigida por el Profesor José María Blázquez Martínez.
-López Pardo, Fernando (1981). Siri, granaria y horrea en Hispania Citerior. Archivo español de Arqueología, ISSN 0066-6742, Vol. 54, N.º 143-144, 1981, págs. 245-254.
-Elvira Barba, Miguel Ángel; López Pardo, Fernando (1982). Volubilis una ciudad azul. Revista de Arqueología, 1982, 3 (19): 40-47. ISSN 0212-0062.
-Blázquez Martínez, José María; García-Gelabert Pérez, María Paz; López Pardo, Fernando (1984). Evolución del Patrón de asentamiento en Cástulo: fases iniciales. Arqueología espacial, ISSN 1136-8195, N.º 4, 1984, págs. 241-250. 
-Blázquez Martínez, José María; Contreras, Rafael; Urruela, Jesús J.; Fernández Uriel, Pilar; Valiente Malla, Jesús; López Pardo, Fernando; Artigas, Teresa; Domínguez Monedero, Adolfo J.; Peña, María J. de la; Rodríguez Ferrer, A.; Elvira Barba, Miguel Ángel (1984). CástuloIV.  Excavaciones arqueológicas en España, 1984, (131): 3-247 Y 295-334. ISSN 0071-3279.
-Blázquez Martínez, José María; García-Gelabert Pérez, María Paz; López Pardo, Fernando (1985). Cástulo V. Excavaciones Arqueológicas en España, 1985, (140): 3-304. ISSN 0071-3279. 
-López Pardo, Fernando (1986). A propósito de un diploma militar hallado en Baelo (Baelo Claudia). diploma militar romano Gerión, ISSN 0213-0181, N.º 4, 1986, págs. 319-324. 
-Blázquez Martínez, José María; García-Gelabert Pérez, María Paz; López Pardo, Fernando (1986). La Muela de Cástulo (prov. Jaén) und ihre Siedlungsphasen: "mit 3 Textabbiidungen und Tafel 11-14". Madrider Mitteilungen, N.º 27: 69-86. ISSN 0418-9744.
-López Pardo, Fernando (1990). Nota sobre las ánforas II y III de Kuass (Marruecos). Antiquités africaines, ISSN 0066-4871, N.º 26, 1990, págs. 13-24.
-López Pardo, Fernando (1990). Sobre la expansión fenicio-púnica en Marruecos: Algunas precisiones a la documentación arqueológica. Archivo Español de Arqueología, ISSN 0066-6742, Vol. 63, N.º 161-162, 1990, págs. 7-41.
-López Pardo, Fernando (1990). Sobre la función del edificio singular de Cancho Roano.    Gerión, ISSN 0213-0181, N.º 8, 1990, págs. 141-162.
-López Pardo, Fernando (1991). El Periplo de Hannón y la expansión cartaginesa en el África occidental. Treballs del Museu Arqueologic d'Eivissa e Formentera = Trabajos del 
Museo arqueológico de Ibiza y Formentera, ISSN 1130-8095, N.º 25, 1991, págs. 59-72.
-López Pardo, Fernando; G. Wagner, Carlos (1993). Bibliografía más reciente (1988-1992) sobre el "período orientalizante" en la península ibérica y colonizaciones prerromanas en el Extremo occidente. Tempus: Revista de Actualización Científica sobre el Mundo clásico en España
, ISSN 1132-0958, N.º. 3, 1993, págs. 33-50.
-López Pardo, Fernando (1995). Aportaciones a la expansión fenicia en el Marruecos Atlántico: alimentos para el comercio. Actas del II Congreso Internacional "El Estrecho de Gibraltar", Ceuta, 1990. , 1995, ISBN 84-362-3275-5, págs. 99-110.
-Villaverde Vega, Noé; López Pardo, Fernando (1995). Una nueva factoría de Salazones en 
Septem Fratres (Ceuta): El origen de la localidad y problemática de la industria de salazones en el Estrecho durante el Bajo Imperio. Actas del II Congreso Internacional "El Estrecho de Gibraltar", Ceuta, 1990. , 1995, ISBN 84-362-3275-5, págs. 455-472.
-López Pardo, Fernando (1995). "Mauretania Tingitana: tendencias en sus relaciones interprovinciales". España y el Norte de África: bases históricas de una relación fundamental: aportaciones sobre Melilla / coordinado por Manuel Olmedo Jiménez, Vol. 1, 1987, ISBN 84-338-0529-0, págs. 185-194.
-López Pardo, Fernando (1996). Informe preliminar sobre el estudio del material cerámico de la factoría fenicia de Essaouira (antigua Mogador). Complutum, ISSN 1131-6993, N.º Extra 6, 1, 1996 (Ejemplar dedicado a: Homenaje al profesor Manuel Fernández-Miranda / coord. por María Teresa Chapa Brunet, María Ángeles Querol Fernández), ISBN 84-7491-566-X, págs. 359-368.
-López Pardo, Fernando (1996). Los Enclaves fenicios en el África noroccidental: del modelo de las escalas náuticas al de colonización con implicaciones productivas. Gerión, ISSN 0213-0181, N.º 14, 1996, págs. 251-288.

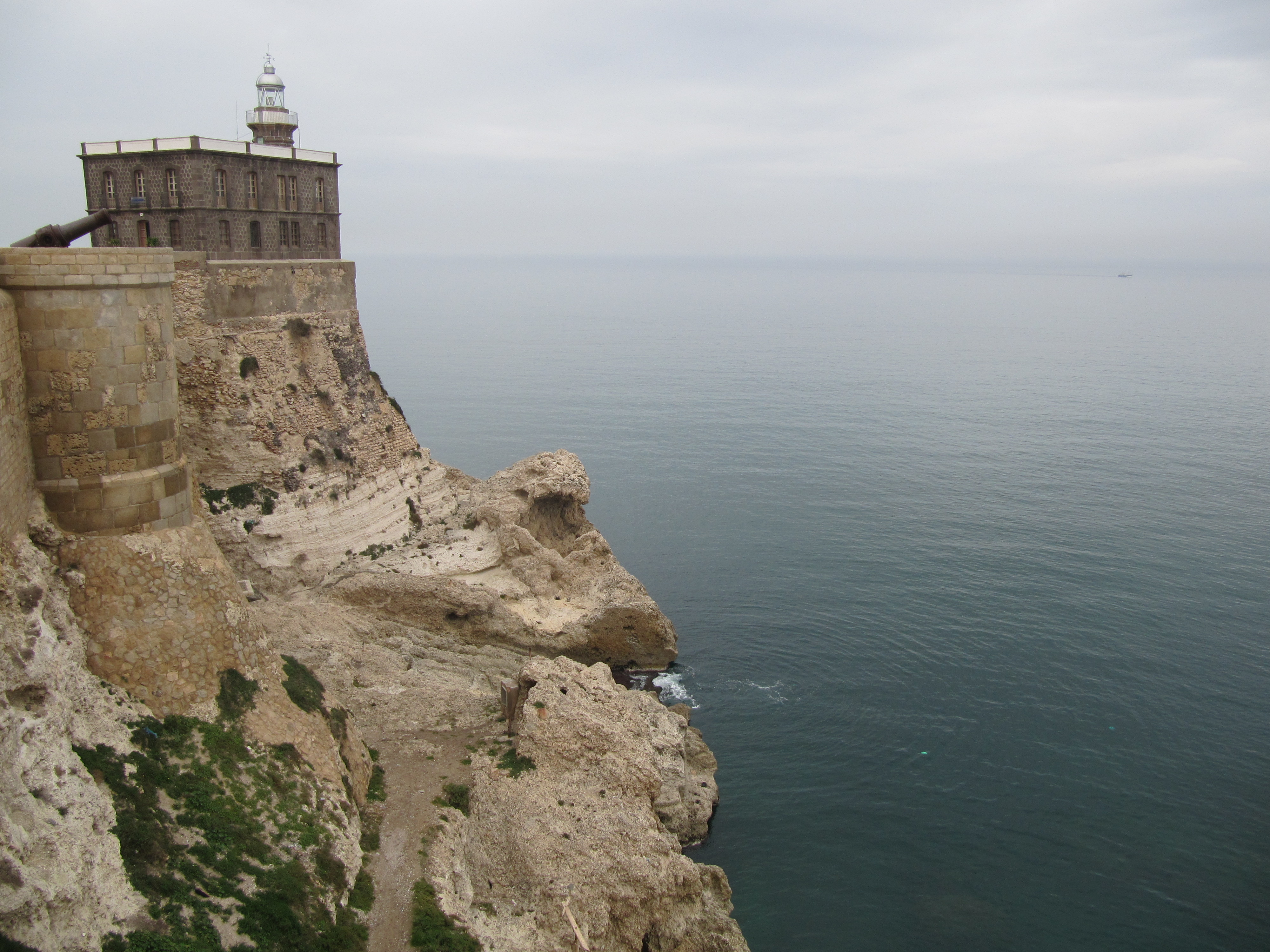
Faro de Melilla.

-Ruiz Cabrero, Luis Alberto; López Pardo, Fernando (1996). Cerámicas fenicias con grafiti de la isla de Essaouira: antigua Mogador, Marruecos. Rivista di studi fenici, ISSN 0390-3877, Vol. 24, N.º. 2, 1996, págs. 153-179.
-López Pardo, Fernando (1998). Rusadir: la memoria literaria a la realidad histórica de la expansión fenicio-púnica en Occidente. Aldaba: revista del Centro Asociado a la Universidad Nacional de Educación a Distancia UNED de Melilla, ISSN 0213-7925, N.º. 30, 1998 (Ejemplar dedicado a: Melilla y su entorno en la antigüedad), págs. 35-52.
-López Pardo, Fernando; Kbiri Alaoui, Mohamed (1998). La factoría fenicia de Mogador (Essaouira, Marruecos): las cerámicas pintadas. Archivo español de arqueología, ISSN 0066-6742, Vol. 71, N.º 177-178, 1998, págs. 5-26.
-López Pardo, Fernando (2000). La fundación de Lixus. Actas del IV Congreso Internacional de Estudios Fenicios y Púnicos: Cádiz, 2 al 6 de octubre de 1995 / coord. por Manuela Barthélemy, María Eugenia Aubet Semmler, Vol. 2, 2000, ISBN 84-7786-690-2, págs. 819-826.
-López Pardo, Fernando (2000). Del Mercado invisible (Comercio silencioso) a las Factorías-Fortaleza púnicas en la costa atlántica africana. Intercambio y comercio preclásico en el Mediterráneo: actas del I coloquio del CEFYP, Madrid, 9-12 de noviembre de 1998 / coordinado por Pilar Fernández Uriel, Fernando López Pardo, Eduardo Carlos González Wagner, 2000, ISBN 84-931207-6-6, págs. 215-230.
-López Pardo, Fernando (2000). El empeño de Heracles: (la exploración del Atlántico en la antigüedad). Arco Libros, 2000. ISBN 84-7635-405-3. 

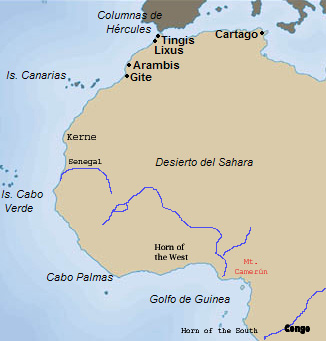
Posibles zonas exploradas por Hannón.

-Fernández Uriel, Pilar; López Pardo, Fernando; González Wagner, Eduardo Carlos (coordinadores) (2000). Intercambio y Comercio preclásico en el Mediterráneo: actas del I coloquio del CEFYP, Madrid, 9-12 de noviembre de 1998. Universidad Complutense, Centro de Estudios Fenicios y Púnicos, 2000. ISBN 84-931207-6-6.
-López Pardo, Fernando (2002). Los fenicios en la costa atlántica africana: balance y proyectos. Treballs del Museu Arqueologic d'Eivissa e Formentera = Trabajos del Museo Arqueológico de Ibiza y Formentera, ISSN 1130-8095, N.º 50, 2002 (Ejemplar dedicado a: La colonización fenicia de Occidente: estado de la investigación en los inicios del siglo XXI: XVI Jornadas de Arqueología Fenicio-Púnica (Ibiza, 2001) / coord. por Benjamí Costa Ribas, Jordi H. Fernández Gómez), págs. 19-48.
-Benguigui Levy, Simón; Fernández Uriel, Pilar; López Pardo, Fernando; Gutiérrez González, Rocío (2002). Monedas púnicas de Rus-Addir (Melilla). Estudios orientales, ISSN 1577-3523, N.º. 5-6, 2001-2002, págs. 183-193.
-López Pardo, Fernando (2002). Sandáraca, el ámbar de los dioses, en las costas de la Factoría fenicia de Mogador/Kerné (Marruecos atlántico). Akros: La revista del museo, ISSN 1579-0959, N.º. 1, 2002, págs. 48-53.
-López Pardo, Fernando; Suárez Padilla, José (2002). Traslados de población entre el norte de África y el sur de la península ibérica en los contextos coloniales fenicio y púnico. Gerión, ISSN 0213-0181, Vol. 20, N.º 1, 2002, págs. 113-152.
-López Pardo, Fernando; Suárez Padilla, José (2003). Aproximación al conocimiento paleoambiente, poblamiento y aprovechamiento de los recursos durante el Primer milenio a. C. en el litoral occidental de Málaga. Ecohistoria del paisaje agrario: la agricultura fenicio-púnica en el Mediterráneo / coordinado por Carlos Gómez Bellard, 2003, ISBN 84-370-5508-3, págs. 75-92.
-López Pardo, Fernando; Mederos Martín, Alfredo; Ruiz Cabrero, Luis Alberto (2003). Sistemas defensivos en la toponimia fenicia de la costa Atlántica Ibérica y Norteafricana. Las ciudades fenicio-púnicas en el Mediterráneo Occidental: III Coloquio Internacional del Centro de Estudios Fenicios y Púnicos, 2003, ISBN 9788485408626, págs. 383-404.
-López Pardo, Fernando (2005). Una Inscripción fenicia arcaica en el área de los templos de Lixus. Madrider Mitteilungen, ISSN 0418-9744, N.º. 46, 2005, págs. 46-60.
-López Pardo, Fernando (2005). Humanos en la mesa de los dioses: la escatológica fenicia y los frisos de Pozo Moro. El mundo funerario: actas del III Seminario Internacional sobre Temas Fenicios, Guardamar del Segura, 3 a 5 de mayo de 2002: homenaje al profesor D. Manuel Pellicer Catalán / coordinado por Alfredo González Prats, 2005, ISBN 84-7784-459-3, págs. 495-537.
-López Pardo, Fernando (2005). Crono y Briareo en el umbral del Océano: un recorrido por la historia mítica de los Viajes al confín del Occidente hasta los albores de la colonización. La Navegación fenicia: tecnología naval y derroteros: encuentro entre marinos, arqueólogos e historiadores / coordinado por Alfredo Mederos Martín, Victoria Peña, Carlos G. Wagner, 2005, ISBN 84-609-6870-7, págs. 1-42.
-López Pardo, Fernando (2006). La torre de las almas. Un recorrido por los mitos y creencias del mundo fenicio y orientalizante a través del monumento de Pozo Moro. Gerión Anejos X. Serie Monografías. Madrid: Universidad Complutense. 276 p. ISBN 9788495215994.
-López Pardo, Fernando; Ruiz Cabrero, Luis Alberto (2006). Marinos, comerciantes y metalúrgicos en Kerne (Mogador): la Onomástica. Mainake, ISSN 0212-078X, N.º. 28, 2006, págs. 213-241.
-López Pardo, Fernando; Guerrero Ayuso, Víctor M. (2006). Gallos en la cámara de la muerte, aproximación a su significado en la Necrópolis de la Edad de Hierro, Cometa dels Morts (Escorca, Mallorca). Mayurqa: revista del Departament de Ciències Històriques i Teoria de les Arts, ISSN 0301-8296, N.º 31, 2006, págs. 211-250.
-López Pardo, Fernando (2007). Un nombre fenicio para Atlas. Gerión, ISSN 0213-0181, Vol. 25, N.º Extra 1, 2007 (Ejemplar dedicado a: Necedad, Sabiduría y verdad: el legado de Juan Cascajero), págs. 133-141. 
-López Pardo, Fernando (2008). Marinos y colonos fenicios codificando la costa atlántica africana. Libyae Lustrare Extrema. Realidad y Literatura en la visión grecorromana de África: Estudios en honor del Profesor Jehan Desanges / coord. por José María Candau Morón, Francisco J. González Ponce, Antonio Luis Chávez Reino, 2008, ISBN 978-84-472-1156-2, págs. 25-52.
-López Pardo, Fernando (2008). Las naves de Kèrnè (I). Las referencias literarias. Los fenicios y el Atlántico: IV Coloquio del CEFYP / coordinado por Rafael González Antón, Fernando López Pardo, Victoria Peña, 2008, ISBN 978-84-612-8878-6, págs. 51-68. 
-González Antón, Rafael; López Pardo, Fernando; Peña, Victoria (coordinadores) (2008). Los fenicios y el Atlántico: IV Coloquio del CEFYP. Universidad Complutense, Centro de Estudios Fenicios y Púnicos, 2008. ISBN 978-84-612-8878-6. Libro.
-López Pardo, Fernando; Mederos Martín, Alfredo (2008). La factoría fenicia de la isla de Mogador y los pueblos del Atlas. Santa Cruz de Tenerife: Museo Arqueológico de Tenerife , 2008. ISBN 9788488594556. 
-López Pardo, Fernando (2009). Nergal y la deidad doble del friso del "Banquete infernal" de Pozo Moro. Archivo español de arqueología, ISSN 0066-6742, Vol. 82, 2009, págs. 31-68.
-López Pardo, Fernando (2009). La isla Planasia de Statius Sebosus: elementos para la discusión. Islas Afortunadas Canarias Arqueológica: arqueología-bioantropología, ISSN 1888-4059, N.º. 17, 2009, págs. 53-78. 
-López Pardo, Fernando (2010). Una isla "errante" entre las Afortunadas de Plinio. Dialéctica histórica y compromiso social / coordinado por César Fornis, Julián Gállego, Pedro Manuel López Barja de Quiroga, Vol. 2, 2010, ISBN 978-84-7956-069-0, págs. 819-832.
-López Pardo, Fernando; Suárez Padilla, José (2010). La organización y la explotación del territorio del litoral occidental de Málaga entre los siglos VI-V a. C.: de las evidencias literarias a los nuevos datos arqueológicos. Mainake, ISSN 0212-078X, N.º. 32, 2, 2010 (Ejemplar dedicado a: Los Púnicos de Iberia: proyectos, revisiones, síntesis), págs. 781-811.
-López Pardo, Fernando; Dirce Marzoli; José Suárez Padilla; Eduardo Carlos González Wagner; Dirk Paul Mielke; César León Martín; Luis Alberto Ruiz Cabrero; Heinrich Thiemeyer; Mariano Torres Ortiz (2010). Los inicios del Urbanismo en las sociedades autóctonas localizadas en el entorno del estrecho de Gibraltar: investigaciones en los Castillejos de Alcorrín y su territorio (Manilva, Málaga). Menga: revista de Prehistoria de Andalucía, ISSN 2172-6175, N.º. 1, 2010, págs. 153-183. 
-López Pardo, Fernando; El Khayari, Abdelaziz; Hassini, Hicham; Kbiri Alaoui, Mohamed; Mederos Martín, Alfredo; Peña Romo, Victoria; Suárez Padilla, José; Carretero, Pedro A.; Mlilou B. (2011). Prospección arqueológica de Mogador y su territorio continental inmediato: Campaña de 2000. Canarias Arqueológica: arqueología-bioantropología, ISSN 1888-4059, N.º 19, 2011, págs. 109-148.

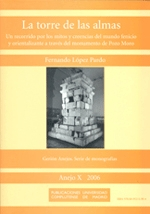
Portada de La Torre de las Almas.